# Berkeley (Gloucestershire)
Koordinaten: 51° 41′ N, 2° 27′ W
Berkeley [ˈbɑːklɪ] ist eine Gemeinde in der Grafschaft Gloucestershire (England), am Fluss Severn, 27 km nordnordöstlich von Bristol. 
Berkeley ist der Geburtsort von Thomas de Berkeley und von Edward Jenner. Auf Berkeley Castle wurde 1327 Eduard II. ermordet. In Berkeley befindet sich das stillgelegte Kernkraftwerk Berkeley.

## Persönlichkeiten
- Thomas de Berkeley, 1. Baron Berkeley (1245–1321), Adliger
- Edward Jenner (1749–1823), Entdecker der Pocken-Schutzimpung
- Maurice Berkeley, 1. Baron FitzHardinge (1788–1867), Politiker, Seeoffizier
- James Phipps (1788–1853), erster Mensch, der mit Kuhpocken gegen Pocken geimpft wurde
- Michael Praed (* 1960), Schauspieler
- Pfeiffer Georgi (* 2000), Radsportlerin